# أندريس بيلوسي
أندريس بيلوسي  هو لاعب كرة سلة أرجنتيني.

## الميداليات
| الميدالية | المسابقة                             |
| --------- | ------------------------------------ |
| برونزية   | بطولة أمم الأمريكتين لكرة السلة 2009 |

## روابط خارجية
- أندريس بيلوسي على موقع الاتحاد الدولي لكرة السلة (الإنجليزية)
- أندريس بيلوسي على موقع كرة السلة الأوروبية.كوم (الإنجليزية)
- أندريس بيلوسي على موقع ريلجم (الإنجليزية)
- أندريس بيلوسي على موقع بروبوليرز (الإنجليزية)
- أندريس بيلوسي على موقع سبورتس رفرنس (الإنجليزية)